# Fuerte Zeelandia (Taiwán)

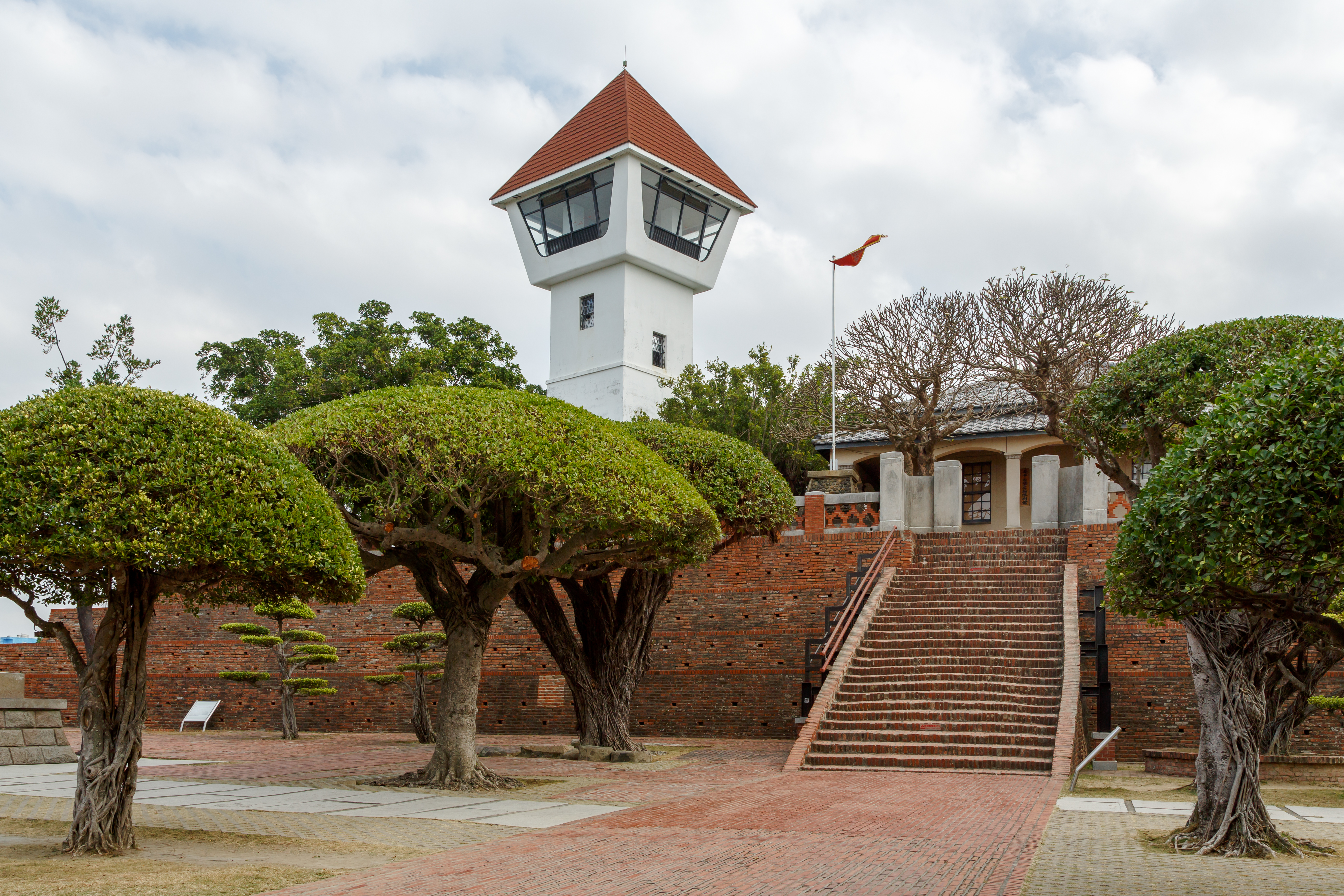
Fuerte Zeelandia

Fort Zeelandia o  Fuerte Zeelandia. Fue una fortaleza que fue construida durante 10 años desde 1624 hasta 1634 por la Compañía Neerlandesa de las Indias Orientales (VOC), en el pueblo de Anping, hoy en día hace parte de la ciudad de Tainan, en la isla de Formosa, actualmente el nombre del sitio en chino es Fuerte Anping (安平古堡). 
Durante el siglo diecisiete, cuando los países europeos empezaron a desarrollar el comercio con Asia, Formosa se convirtió en uno de los puntos más importantes de tránsito en el oriente de Asia, y Fuerte Zeelandia  en un centro de comercio internacional. Como el comercio en esos tiempos "dependía del poder militar para controlar los mercados", el valor de Formosa para los neerlandeses era en su posición estratégica. "Desde Formosa, el comercio español desde Manila hasta China y el comercio portugués desde Macao hasta Japón, podía ser atacado constantemente por los neerlandeses. Era tan precaria la situación que gran parte del comercio caería en manos neerlandesas, mientras que los tratos futuros entre neerlandeses con los chinos y japoneses se respetarían."